# 陀思妥耶夫斯基站 (聖彼得堡地鐵)
陀思妥耶夫斯基站（羅馬化：Dostoyevskaya）是聖彼得堡地鐵的一個車站。陀思妥耶夫斯基站開通於1991年12月30日，是右岸線的車站。車站附近有弗拉基米爾教堂。